# Rainha Internacional do Café 2009
Rainha Internacional do Café 2009, foi a 38ª edição do tradicional concurso de beleza feminino Rainha Internacional do Café, realizado todo mês de Janeiro durante a histórica feira de Manizales, na Colômbia. Participaram da solenidade vinte e uma (21) candidatas de dois continentes diferentes, Américas e Europa. Com transmissão pela TV e internet com sinal da Caracol, o concurso teve como campeã a representante anfitriã da Colômbia, Alejandra Mesa Estrada, coroada por sua antecessora, a boliviana Jessica Anne Burton.

## Resultados

### Colocações
| Posição                 | País e Candidata |
| Vencedora               | - Colômbia - Alejandra Mesa |
| 2º. Lugar               | - Espanha - Ana Montabés |
| 3º. Lugar               | - Venezuela - Natasha Domínguez |
| 4º. Lugar               | - República Dominicana - Victoria Tavárez |
| 5º. Lugar               | - Brasil - Anelize Garcia |
| (TOP 10) Semifinalistas | - Argentina - Alejandra Bernal - Canadá - Chanel Beckenlehner - Estados Unidos - Michelle Fleming - Panamá - Alejandra Rivera - Polônia - Patrycja Jatczak |

### Prêmios Especiais
O concurso distribuiu os seguintes prêmios:
| Prêmio            | País e Candidata                |
| Melhor Rosto      | - Espanha - Ana Montabés        |
| Melhor Corpo      | - Colômbia - Alejandra Mesa     |
| Melhor Cabelo     | - Peru - María Salas Calvo      |
| Rainha da Polícia | - Venezuela - Natasha Domínguez |
| Rainha da Água    | - Venezuela - Natasha Domínguez |

## Candidatas
Disputaram o título este ano: 
| - Argentina - Alejandra Bernal - Aruba - Nuraisa Lispier - Bahamas - Kerel Pinder - Bolívia - Laura Rivarola - Brasil - Anelize Garcia - Canadá - Chanel Beckenlehner - Colômbia - Alejandra Mesa - Costa Rica - Johanna Solano - El Salvador - Laura Reyes - Equador - Tatiana Villafuerte - Espanha - Ana Montabés | - Estados Unidos - Michelle Fleming - Guatemala - Ana Araña Ruiz - Honduras - Cindy Sabillón - Panamá - Alejandra Rivera - Paraguai - Fiorella Forestieri - Peru - María Salas Calvo - Polônia - Patrycja Jatczak - Porto Rico - Jenniffer Vargas - República Dominicana - Victoria Tavárez - Venezuela - Natasha Domínguez |

## Histórico

### Desistências

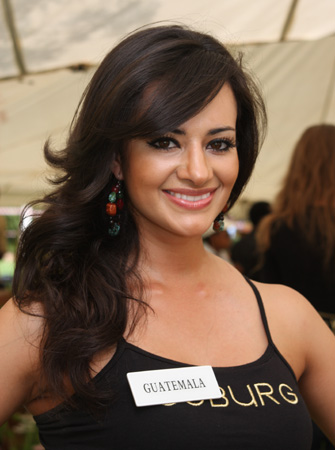
A representante da Guatemala deste ano, Ana Araña Ruiz.

- Nicarágua - Thelma Flores
- Uruguai - Alison Sosa

### Retornaram
- Bahamas
- Costa Rica
- Equador
- Polônia

### Saíram
- Alemanha
- Chile
- México

### Candidatas em outros concursos
Histórico das candidatas em outras competições:
Miss Mundo
- 2007:  Argentina - Alejandra Bernal
  - (Representando a Argentina em Sanya, na China)
- 2008:  Guatemala - Ana Araña Ruiz
  - (Representando a Guatemala em Joanesburgo, na África do Sul)

Miss Internacional
- 2008:  Aruba - Nuraisa Lispier
  - (Representando Aruba no The Venetian em Macau)
- 2008:  Bolívia - Laura Rivarola
  - (Representando a Bolívia no The Venetian em Macau)
- 2008:  Panamá - Alejandra Rivera
  - (Representando o Panamá no The Venetian em Macau)
- 2008:  República Dominicana - Victoria Tavárez
  - (Representando a República Dominicana no The Venetian em Macau)